# Alan Wilder

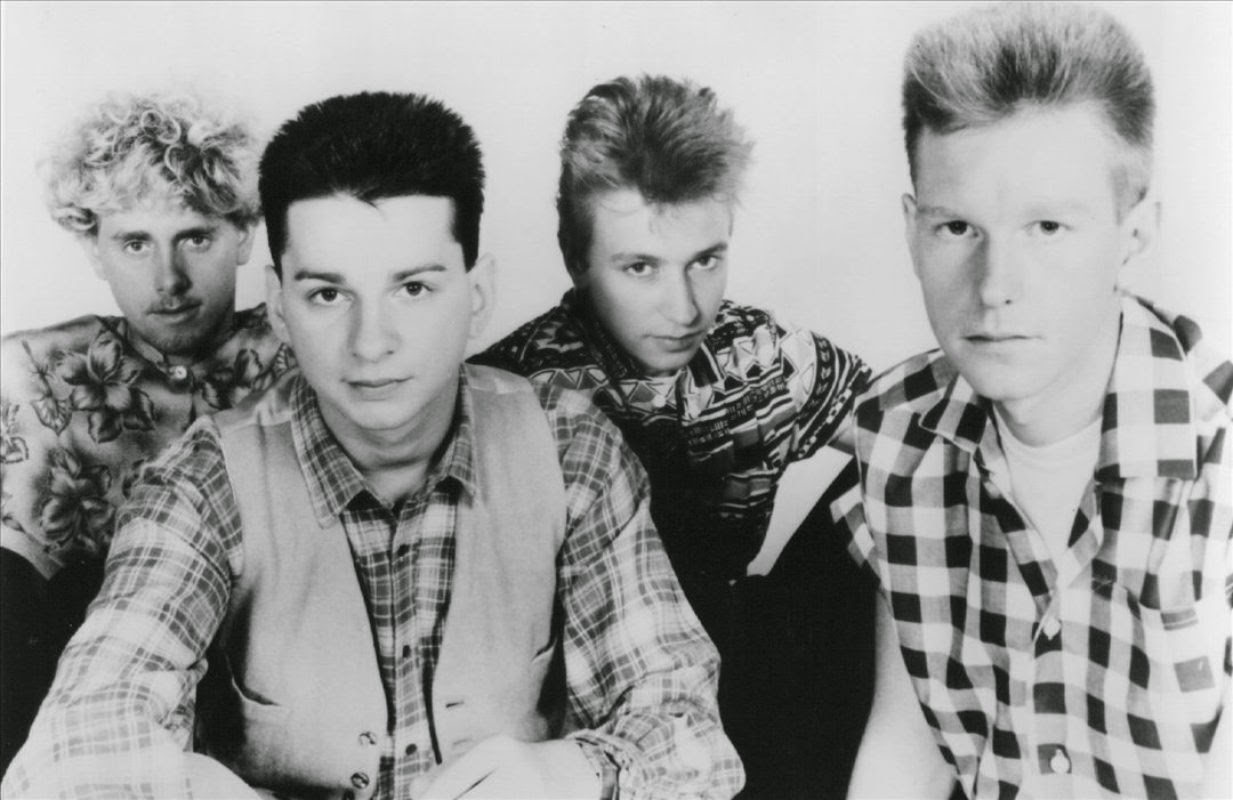
Alan Wilder (andre från höger) som medlem i Depeche Mode.

Alan Charles Wilder, född 1 juni 1959 i Hammersmith, London, är en brittisk musiker och musikproducent. Han var medlem i Depeche Mode från 1982 till 1995.

## Bakgrund
Wilder kommer från en musikalisk medelklassfamilj och började spela piano i tidig ålder. Han har två äldre bröder som båda är musiker. Efter att ha hoppat av skolan 1975 började Wilder att arbeta som studioassistent på DJM Studios i London.

## Tidig musikkarriär
År 1977 gick Wilder med i bandet The Dragons och flyttade från London till Bristol. The Dragons släppte en singel, "Misbehavin'", år 1977 innan bandet splittrades cirka ett år senare.   
Efter The Dragons hade splittrats flyttade Wilder tillbaka till London och gick med i bandet Dafne and the Tenderspots. Dafne and the Tenderspots släppte singeln "Disco Hell" 1979 innan pengarna tog slut och bandet gick skilda vägar.
Efter Dafne and the Tenderspots gick Wilder med i bandet Real to Real. Bandet släppte ett album, Tightrope Walker, samt ett par singlar innan de splittrades.
Wilder gick därefter med i bandet The Hitmen. Bandet hade en mindre hit med låten "Bates Motel" innan de också gick skilda vägar.
År 1981 såg Wilder en annons i tidningen Melody Maker där ett ungt, icke-namngivet band letade efter en keyboardist under 21 år. Wilder, som vid tidpunkten var 22 år gammal, ljög om sin ålder och fick jobbet. Bandet visade sig vara Depeche Mode som letade efter en ersättare till Vince Clarke, som nyligen hade lämnat bandet.

## Depeche Mode
I januari 1982 ersatte Wilder Vince Clarke i Depeche Mode efter dennes avhopp 1981. Wilder var från början tänkt att enbart assistera de övriga medlemmarna Martin L. Gore, David Gahan och Andrew Fletcher vid livespelningar, men tog i slutet av 1982 plats som bandets fjärde medlem. 
Under sina år i Depeche Mode ansvarade Wilder i huvudsak för den musikaliskt tekniska biten (såsom produktion, ljudarrangemang och tonsättning), men han skrev även en del låtar själv till skivorna Construction Time Again ("Two Minute Warning" och "The Landscape is Changing") och Some Great Reward ("If You Want"). 
Alan Wilder lämnade Depeche Mode den 1 juni 1995 och ägnade sig därefter helt åt soloprojektet Recoil.
Han återförenades tillfälligt med Depeche Mode under en välgörenhetskonsert på Royal Albert Hall den 17 februari 2010. Wilder ackompanjerade Martin Gore på piano när denne framförde låten "Somebody".

## Recoil
Recoil började som ett sidoprojekt till Depeche Mode och med den experimentella EPn 1 + 2 som släpptes 1986. 1988 släpptes Hydrology 1+2, följd av Bloodline 1992. Efter att Wilder hade lämnat Depeche Mode 1995 fick han möjlighet att arbeta med Recoil på heltid. Albumet Unsound Methods från 1997 är Recoils hittills största succé. Albumet Liquid släpptes därefter 2000 och SubHuman 2007.

## Musikproducent
Alan Wilder har jobbat som musikproducent åt flera andra artister, bland annat Nitzer Ebb och Curve. Efter att ha lämnat Depeche Mode har han också gjort flera populära remixer åt bandet.

## Privatliv
Under 1980-talet var Wilder i ett förhållande med Carol "Jeri" Young. Paret gifte sig 1991 och gick skilda vägar 1994. Mellan 1994 och 2010 var Wilder gift med musikern Hepzibah Sessa. Wilder och Sessa har två barn tillsammans, en dotter och en son. Sedan 2010 är Wilder i ett förhållande med den norska journalisten Britt Rinde Hvål. Paret har två döttrar. 
Den 1 september 1994 höll Wilder och hans dåvarande hustru Hepzibah Sessa på att bli dödade av ett stridsflygplan från Storbritanniens flygvapen som kraschade cirka 100 meter framför deras bil under en biltur i Lochearhead, Perthshire, Skottland. Båda piloterna ombord omkom. Flygkraschen kom senare att bli inspiration till Recoil-albumet Liquid.